# Margaret Holland

Stemma di Margaret Holland.

Margaret Holland (1385 – Londra, 31 dicembre 1439) è stata una nobile inglese, contessa di Somerset.

## Biografia
Era figlia di Thomas Holland, II conte di Kent e di Alice FitzAlan. Per parte di madre era imparentata coi Lancaster.
Venne data in moglie per motivi dinastici e politici a John Beaufort, I conte di Somerset. Egli infatti era figlio di Giovanni Plantageneto, I duca di Lancaster, e quindi anch'egli imparentato con la dinastia Lancaster.
Dall'unione nacquero sei figli:
- Henry Beaufort, II conte di Somerset (1401 – 25 novembre 1418)
- John Beaufort, I duca di Somerset (aprile 1404 – 27 maggio 1444)
- Giovanna Beaufort (ca. 1404 – 15 luglio 1445), il 2 febbraio 1424, sposò il re di Scozia, Giacomo I, divenendo regina di Scozia.
- Thomas Beaufort (1405 – 3 ottobre 1431), Conte di Perche
- Edmund Beaufort, II duca di Somerset (1406 – 22 maggio 1455)
- Margaret Beaufort (1409 – 1449), Contessa di Devon; sposò, dopo il 1421, Thomas de Courtenay, XIII conte di Devon

Nel 1399 divenne dama di compagnia e ricevette l'ordine della giarrettiera. 
Dopo la morte del marito nel 1410 nella Torre di Londra, sposò l'anno dopo il nipote Tommaso, figlio di Enrico IV d'Inghilterra, da cui non ebbe figli.
Morì nel 1439 e venne sepolta col marito nella cattedrale di Canterbury.